# Светислав Станчич
Светислав Станчич (хорв. Svetislav Stančić; 7 липня 1895, Загреб - 7 січня 1970, там само) — хорватський піаніст, композитор і музичний педагог.
Закінчив Хорватський інститут музики (1914), потім навчався в Берліні у Конрада Анзорге та Карла Генріха Барта і нарешті в 1918-1922 роках приватно займався у Ферруччо Бузоні. В 1927 році відмовився від активної концертної діяльності і решту життя присвятив викладанню і, меншою мірою, композиції. Викладав в Загребській академії музики, серед його учнів Мелита Лоркович, Милан Хорват, Павіца Гвоздич, Володимир Крпан. Редагував твори ранніх хорватських композиторів - Ферді Ливадича і Фортуната Пинтарича.
1960 року отримав Премію Владимира Назора за значні досягнення у музиці.
З 1999 року у Загребі проходить Міжнародний конкурс піаністів імені Светислава Станчича.